# Филанович, Александр Владимирович
Александр Владимирович Филанович (бел. Аляксандр Уладзіміравіч Філановіч; род. 1 декабря 1992, Минск) — белорусский футболист, нападающий.

## Клубная карьера
Начал заниматься футболом в столичной школе «Смена», потом были «Звезда» и «Штурм». В 15 лет временно приостановил футбольную карьеру из-за травмы. Пробовал себя в легкой атлетике, выполнил норматив кандидата в мастера спорта в беге на 60 метров.
Позже вернулся в футбол, три сезона выступав на любительском уровне за минское «Торпедо» в первенстве города, и выиграл чемпионат и Кубок Минска. Он также начал играть в любительской лиге АЛФ. В 2013 году его пригласили в клуб Второй лиги «Молодечно-2013», а на следующий год он стал игроком минского «Луча», где стал одним из лучших бомбардиров и помог команде после сезона 2015 выйти в Первую лигу.
В августе 2016 года перешёл в клуб Высшей лиги «Крумкачи», подписав контракт на 3.5 года. 26 августа 2016 года дебютировал в Высшей лиге, выйдя на замену во второй половине матча с «Торпедо-БелАЗ» (0:2). Позже стал выступать в основном за дубль, а в основном составе обычно оставался на скамейке запасных. Сезон 2017 он начал преимущественно в качестве запасного, но уже в июне зарекомендовал себя в стартовом составе на позиции нападающего.
В январе 2018 года он был на просмотре в «Луче», но в феврале перешел в «Торпедо» и вскоре подписал контракт. Он быстро зарекомендовал себя в основном составе, но с августа стал играть за дубль. В январе 2019 года покинул «Торпедо».
После ухода из «Торпедо» он был на просмотре в брестском «Рухе», а позже перешел в «Нафтан» из Новополоцка, где начал сезон 2019. По окончании сезона покинул команду, а в начале 2020 года проходил обследование в столичном НФК.

## Статистика
| Сезон    | Дивизион | Клуб            | Страна        | Матчи | Голы |
| -------- | -------- | --------------- | ------------- | ----- | ---- |
| 2013     | Д3       | Молодечно-2013  | Флаг Беларуси | 10    | 0    |
| 2014     | Д3       | Луч             | Флаг Беларуси | 27    | 11   |
| 2015     | Д3       | Луч             | Флаг Беларуси | 23    | 6    |
| 2016 (1) | Д2       | Луч             | Флаг Беларуси | 13    | 4    |
| 2016 (2) | Д1       | Крумкачи        | Флаг Беларуси | 1     | 0    |
| 2017     | Д1       | Крумкачи        | Флаг Беларуси | 26    | 3    |
| 2018     | Д1       | Торпедо (Минск) | Флаг Беларуси | 17    | 0    |
| 2019     | Д2       | Нафтан          | Флаг Беларуси | 25    | 0    |

## Достижения
- Чемпион Второй лиги Беларуси: 2015